# Critot
Critot – miejscowość i gmina we Francji, w regionie Normandia, w departamencie Sekwana Nadmorska.
Według danych na rok 1990 gminę zamieszkiwały 462 osoby, a gęstość zaludnienia wynosiła 66 osób/km² (wśród 1421 gmin Górnej Normandii Critot plasuje się na 481. miejscu pod względem liczby ludności, natomiast pod względem powierzchni na miejscu 535.).